# Guenroc
Guenroc [gɛ̃ʁɔk] est une commune du département des Côtes-d'Armor, dans la région Bretagne, en France.
En 1996, la commune a obtenu le Label « Communes du patrimoine rural de Bretagne » pour la richesse de son patrimoine architectural et paysager.
Ses habitants sont les Guenrocois et les Guenrocoises.

## Géologie
Le sol est très varié et souvent manque d'homogénéité[réf. nécessaire] :
- les schistes et poudingues - cailloux arrondis et reliés par un ciment naturel - donnent des sols lourds où des argiles grises et ocre en font des terrains imperméables gorgés d'eau en hiver, devenant secs et durs en été, qu'il est indispensable de drainer ;
- les sables et poudingues donnent des terrains un peu moins lourds ;
- le granit par sa décomposition, forme de bons sols silico-argileux assez filtrants ;
- les quartzites donnent des sols assez squelettiques et secs où la roche mère affleure ;
- le grès armoricain ;
- il y a aussi du fer dans plusieurs endroits de la commune. Au temps où il existait des charrettes avec de grandes roues bardées de fer qui creusaient de profondes ornières, l'eau qui y stagnait devenait couleur rouille. Des carrières de pierres et d'ardoises ont connu autrefois une certaine activité. La dernière carrière de pierre située dans le bois de Guenroc n'a cessé son activité qu'en 1935-1936.

## Géographie
Le point culminant de Guenroc est haut de 103 mètres, il est situé dans une petite parcelle boisée près du lieu-dit La Rosais.
À l'est et au sud, la Rance, fleuve côtier, est devenue sur son territoire un lac à la suite de l'édification du barrage de Rophémel mis en eau en 1937. À l'ouest, un de ses affluents, le Fremeur, puis une ligne allant de cette rivière au lieu-dit La Fosse au Loup est matérialisée par des ruisseaux et des anciens chemins.
Guenroc est entourée par les communes de Plouasne, Guitté, Caulnes, Plumaudan, Saint-Maden. Autrefois, la commune comptait parmi ses voisines celle de Médréac (elle était riveraine de la Rance depuis la rivière de Néal jusqu'au ruisseau de la Ville-Jonc en Guitté).
| Plumaudan | Saint-Maden |          |
| Caulnes   | Guenroc     | Plouasne |
|           | Guitté      |          |

### Hydrographie
Pour un article plus général, voir Réseau hydrographique des Côtes-d'Armor.
La commune est située dans le bassin Loire-Bretagne. Elle est drainée par la Rance et le Frémeur,.
La Rance, d'une longueur de 104 km, prend sa source dans la commune du Mené et se jette  dans la Manche entre Dinard et Saint-Malo, après avoir traversé 28 communes. 
Le Frémeur, d'une longueur de 20 km, prend sa source dans la commune de Plumaugat et se jette  dans la Rance à Caulnes, après avoir traversé cinq communes. 
Un plan d'eau complète le réseau hydrographique : l'étang de Néal, d'une superficie totale de 81,2 ha (29,77 ha sur la commune),.

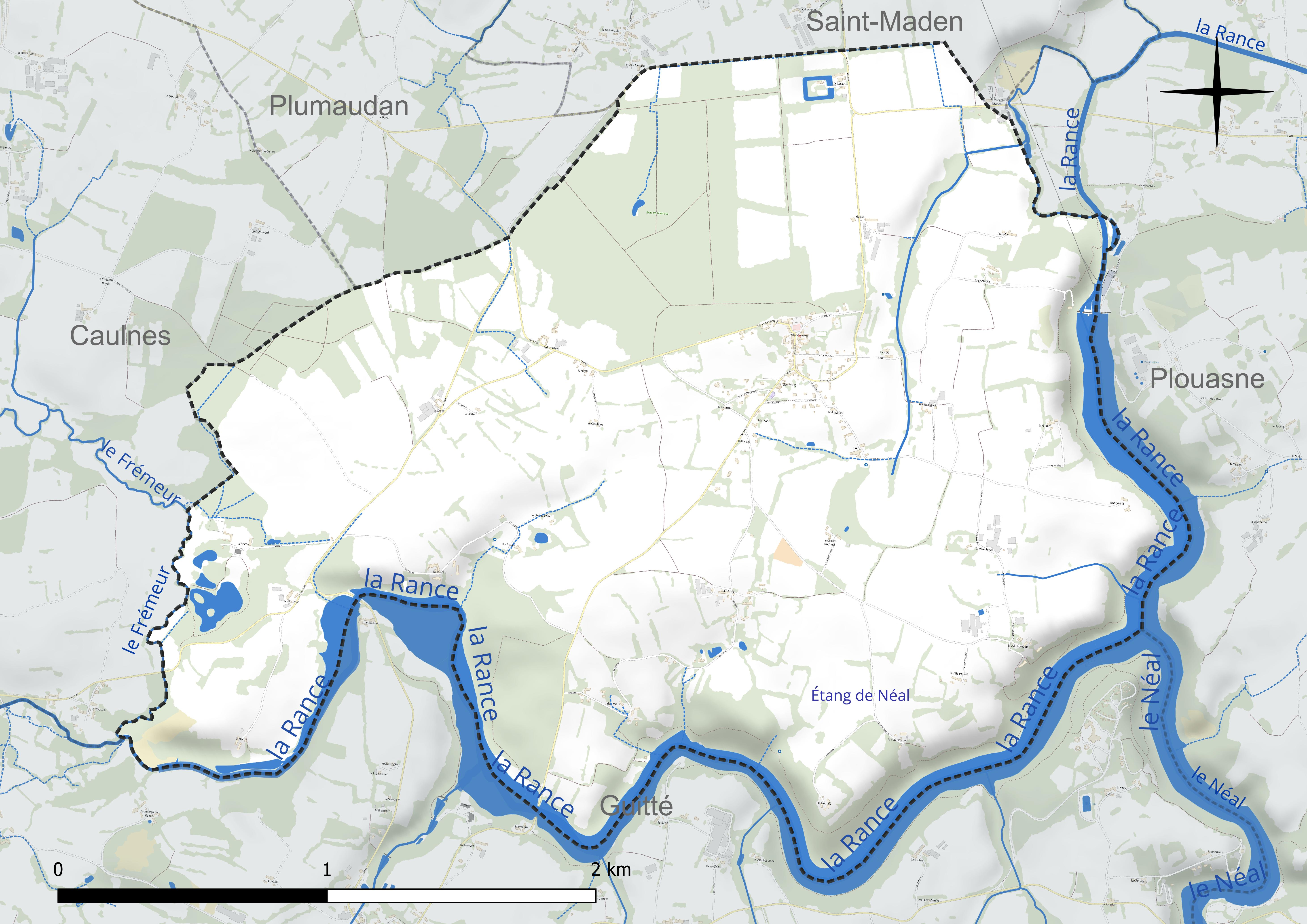
Réseau hydrographique de Guenroc.

### Climat
Pour des articles plus généraux, voir Climat de la Bretagne et Climat des Côtes-d'Armor.
En 2010, le climat de la commune est de type climat océanique franc, selon une étude du CNRS s'appuyant sur une série de données couvrant la période 1971-2000. En 2020, Météo-France publie une typologie des climats de la France métropolitaine dans laquelle la commune est exposée à un climat océanique et est dans la région climatique  Bretagne orientale et méridionale, Pays nantais, Vendée, caractérisée par une faible pluviométrie en été et une bonne insolation. Parallèlement l'observatoire de l'environnement en Bretagne publie en 2020 un zonage climatique de la région Bretagne, s'appuyant sur des données de Météo-France de 2009. La commune est, selon ce zonage, dans la zone « Intérieur Est », avec des hivers frais, des étés chauds et des pluies modérées).  
Pour la période 1971-2000, la température annuelle moyenne est de 11,4 °C, avec une amplitude thermique annuelle de 12,3 °C. Le cumul annuel moyen de précipitations est de 748 mm, avec 12,3 jours de précipitations en janvier et 6,3 jours en juillet. Pour la période 1991-2020, la température moyenne annuelle observée sur la station météorologique la plus proche, située sur la commune du Quiou à 6 km à vol d'oiseau, est de 11,6 °C et le cumul annuel moyen de précipitations est de 757,4 mm,. Pour l'avenir, les paramètres climatiques de la commune estimés pour 2050 selon différents scénarios d'émission de gaz à effet de serre sont consultables sur un site dédié publié par Météo-France en novembre 2022.

## Urbanisme

### Typologie
Au 1er janvier 2024, Guenroc est catégorisée commune rurale à habitat dispersé, selon la nouvelle grille communale de densité à 7 niveaux définie par l'Insee en 2022.
Elle est située hors unité urbaine et hors attraction des villes,.

### Occupation des sols
L'occupation des sols de la commune, telle qu'elle ressort de la base de données européenne d’occupation biophysique des sols Corine Land Cover (CLC), est marquée par l'importance des territoires agricoles (80,5 % en 2018), une proportion identique à celle de 1990 (80,5 %). La répartition détaillée en 2018 est la suivante : 
terres arables (36,4 %), prairies (35 %), forêts (13,6 %), zones agricoles hétérogènes (9,1 %), eaux continentales (5,9 %). L'évolution de l’occupation des sols de la commune et de ses infrastructures peut être observée sur les différentes représentations cartographiques du territoire : la carte de Cassini (XVIIIe siècle), la carte d'état-major (1820-1866) et les cartes ou photos aériennes de l'IGN pour la période actuelle (1950 à aujourd'hui).

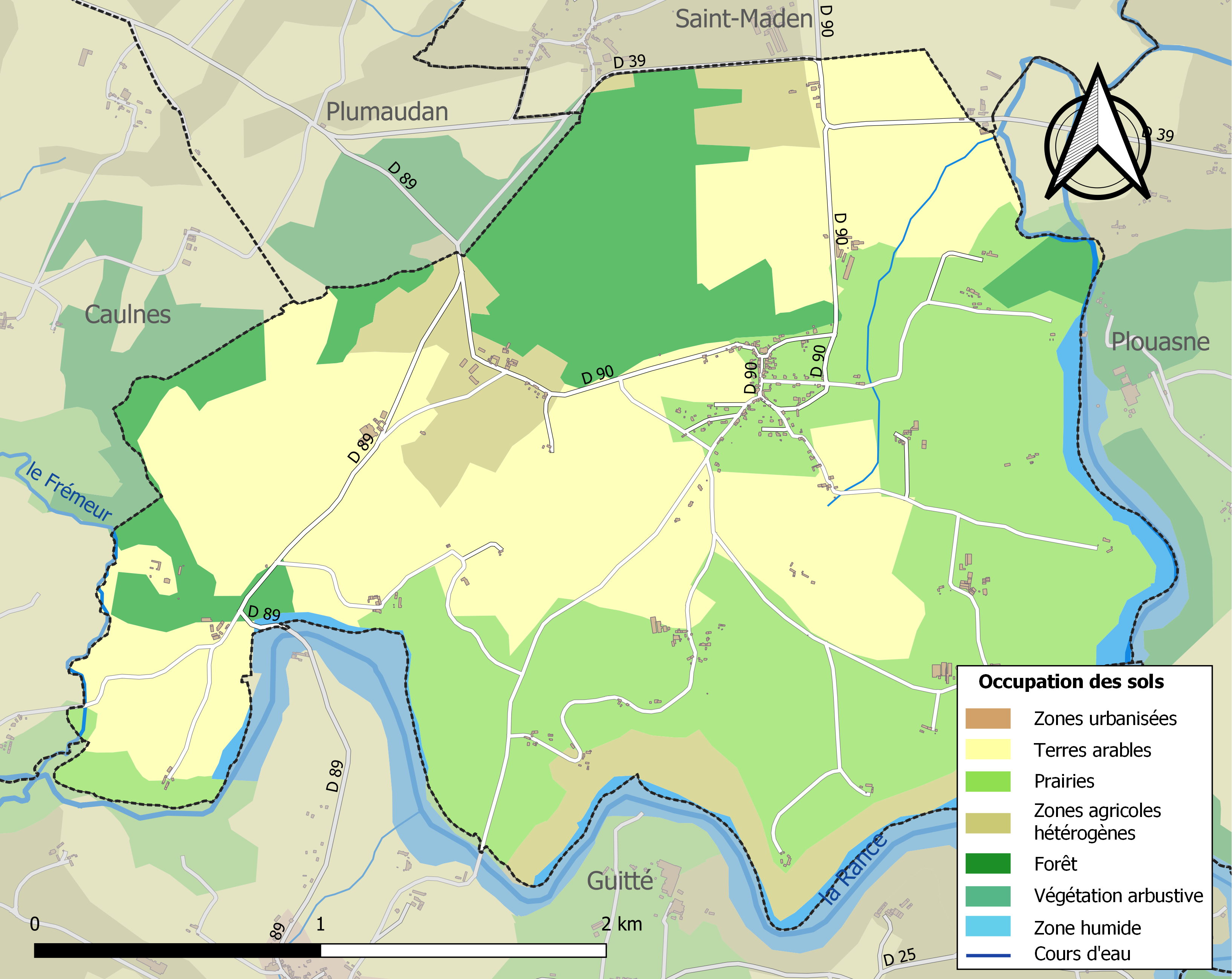
Carte des infrastructures et de l'occupation des sols de la commune en 2018 (CLC).

## Toponymie
Le nom de la localité est attesté sous la forme Guenro en 1371, 1381, 1447 et en 1513.
Guenroc vient du breton gwen (blanc) et roch (rocher).
En breton, Gwenroc'h signifie « le rocher blanc ».
Guenroc doit peut-être son nom au rocher de quartz blanc situé au nord du bourg.

## Histoire
Guenroc existait en 1286[réf. nécessaire]. La paroisse existait en 1371[source insuffisante].
La commune possède un blason, d'origine très ancienne[réf. nécessaire] qui se lit ainsi :
« D'argent à 3 rocs d'échiquier de gueules 2 et 1 », ce qui veut dire que le fond de l'écu est de couleur argent et les trois rocs de couleur rouge. Les seigneurs du Lattay qui existaient avant le XIIe siècle possédaient le même blason avec une bordure autour, tandis que celui de Guenroc n'en possède pas.
En 1855, il y avait 438 ha en terres labourables, 41 ha en prés et pâturages, 87 ha en bois, 14 ha en vergers et jardins, 78 ha en landes et terres incultes ; alors qu'en 1990, 428 ha sont en terres labourables, 61 ha en prés, 122 ha en bois, 39 ha en landes et 7 ha en jardins.
Pour ces deux années, les chiffres ne comprennent pas les sols, chemins, routes, rivières et divers.
Il existe, à Guenroc, de très nombreuses résidences secondaires que les propriétaires n'habitent qu'en fin de semaine ou pendant les vacances.

### LeXXesiècle

#### Les guerres duXXesiècle
Le monument aux morts porte les noms de 34 soldats morts pour la Patrie :
- 29 sont morts durant la Première Guerre mondiale ;
- 4 sont morts durant la Seconde Guerre mondiale ;
- 1 est mort  durant la guerre d'Algérie.

## Sites

### Le rocher

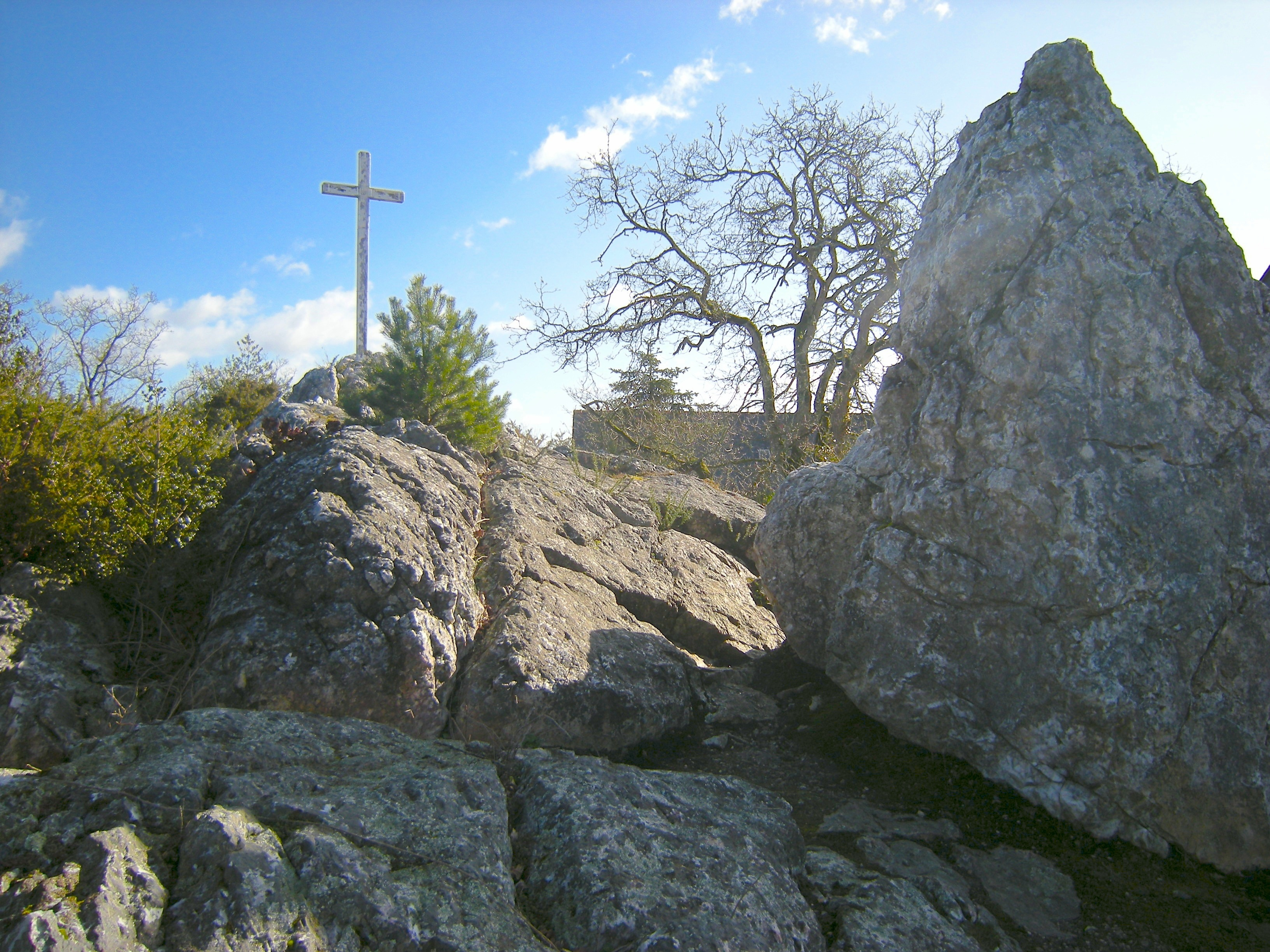
Rocher de Guenroc.

Bertrand Robidou dans son Histoire et panorama d'un beau Pays de 1892 le décrit : 

« Nous partons de Rennes, un matin d'avril avec Théophile Le Monnier. Ludovic Jan, le poète de Caulnes, (décédé en 1894 à l'âge de 30 ans) nous attendait à la gare… Nous partons pour Guenroc… Guenroc Blanc Rocher. De loin nous apercevons cet énorme bloc de quartz dominant le bourg comme écrasé à sa base. Sur le sommet de la roche plane une grande croix ou calvaire. Nous arrivons vite au pied, malgré la rude montée de ce Golgotha. C'est dimanche. Les Vêpres vont commencer et bientôt le petit temple nous envoie, comme de dessous la terre, ses psaumes, ses hymnes et ses cantiques chantés à pleine tête par de rustiques musiciens, louant Dieu de tout leur cœur. Sommes-nous dans les combles d'une cathédrale ? On le dirait. Cet effet d'acoustique est beau sur un théâtre ; il est plus curieux et plus piquant ici. Le monticule quartzique que nous foulons est vraiment prodigieux. C'est après Bécherel l'un des plus admirables points de vue de la Bretagne. Ce n'est pas seulement un bloc, c'est une colline dont le prolongement, à l'extrémité opposée au bourg, se cache sous un bois qu'elle rend lumineux, surtout le soir, par la blancheur éclatante que le quartz projette. Nous descendons de ce pinacle émerveillé du coup d'œil qu'il nous a procuré… »

Ce rocher se prolonge vers l'ouest et sert de support naturel à la statue du Christ Roi et continue plus loin, au-delà du monument, derrière le cimetière à qui il sert de clôture naturelle, et plus loin encore le long de la petite route abrupte située à l'est de l'église. Des filons souterrains de quartz se faufilent sous le bourg.
Le territoire de la commune est montueux. Avant la construction du barrage de Rophemel, il était entouré par la Rance. Les collines rocheuses recouvertes d'arbres s'élevaient jusqu'au niveau des terres cultivables. Beaucoup de bruyères étaient recensées. Des levées barraient la Rance créant des biefs qui servaient à l'entraînement des roues en bois destinées au fonctionnement des meules de nombreux moulins.
Le barrage, dont la mise en eau date de septembre 1937, a profondément modifié cette vallée, car les prairies et les moulins ont disparu. Il existe 122 hectares de petits massifs forestiers bien qu'un ouragan en octobre 1987 ait causé de très importants dégâts forestiers.
La commune possède une église, datée de 1465. À proximité de l'église, dans les champs cultivés, des vestiges romains sont découverts en 1896 : fours, fondation de maisons romaines. En effet une antique voie romaine allant de Corseul à Vannes passait dans le bois de la Haye tout près de Caulnes. Lorsque la gare est construite, de nombreux vestiges romains sont trouvés. Par ailleurs, vers la même époque sont découvertes également des pierres taillées d'origine celte.

### Église Saint-Gervais et Saint-Protais

#### Description de l'église

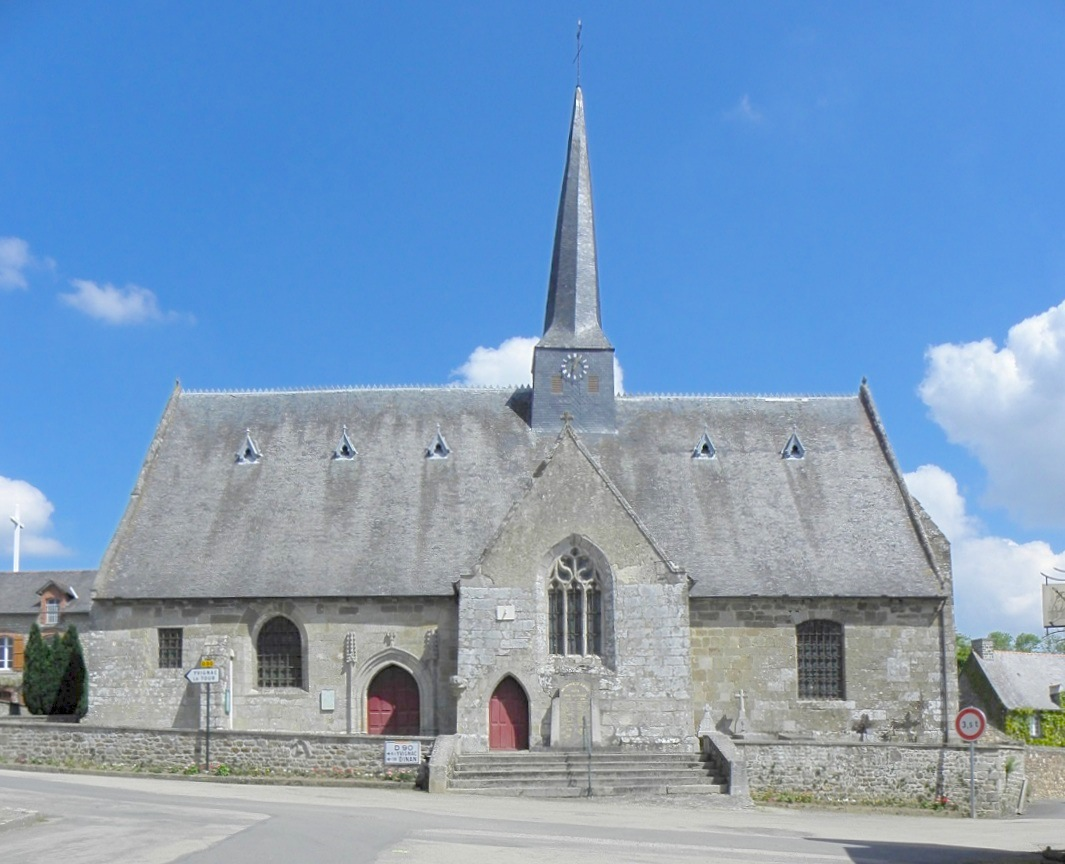
L'église paroissiale Saint-Gervais et Saint-Protais.

L'environnement de l'église tel qu'il se présente aujourd'hui date de 1908. Avant, elle était entourée du cimetière qui, côté bourg, effleurait les premières maisons. Deux chemins très étroits permettaient le passage des voitures à cheval et des charrettes. Pour permettre une circulation normale, le Conseil municipal de l'époque supprima le cimetière dans sa partie sud ce qui permit la construction des deux routes actuelles. L'église est orientée vers l'est selon la tradition qui veut que les chrétiens, en prières, soient tournés vers les lieux saints.
La nef comprend trois travées dont les piliers cylindriques sans chapiteaux reçoivent les arcades ogivales. Plus haut, à la croisée du transept, quatre piliers cylindriques, plus élevés que ceux de la nef se relient par des arcades pour former l'appui du clocher. Enfin, le chœur a deux travées dont les arcs en plein cintre retombent sur des piliers également cylindriques. Puis deux bas-côtés de même longueur que l'église, coupés par des arcs complètent le transept. L'église a la forme d'une croix, le transept formant les bras de celle-ci. Le chœur fermé par ses piliers est légèrement décentré. Cette disposition aurait été voulue, elle symboliserait la tête du Christ penchée sur la croix. Ici et là, sur le sol, existent plusieurs pierres tumulaires. Beaucoup de sépultures ont été construites à l'intérieur de l'église jusqu'en 1758, époque à laquelle un édit royal interdit cet usage.
Au fond de l'église, une tribune est construite. La lumière continue à pénétrer dans l'église par des verrières en verre simple ou dépoli. C'est pendant les XVIIe et XVIIIe siècles que des statues, actuellement classées parmi les monuments historiques[réf. nécessaire], sont placées dans l'église :
- La première date du XVIe siècle : saint Mathurin exorcisant une jeune fille, groupe bois polychrome.
- La seconde date du XVIIe siècle : saint Gervais, saint Protais, sainte Barbe, bois stuqué et polychrome.
- La troisième date du XVIIIe siècle : saint Fiacre, saint Germain, Vierge à l'enfant, saint François, saint Michel terrassant le Démon.

Par ailleurs, l'église possède un calice et patène en argent datant de la fin du XVIIe siècle. La paroisse possède également deux ostensoirs, l'un en cuivre, l'autre en argent, une boite Saintes Huiles avec deux ampoules, le tout en argent daté de 1783. Le calice et la patène en argent, ainsi que la boite Saintes Huiles et ses deux ampoules, sont classées parmi les monuments historiques.
La paroisse de Guenroc se situe en tête des petites communes du département quant au nombre des objets protégés. Saint Protais et saint Gervais sont les saints patrons de l'église.
Voir aussi : Bénitier de Guenroc

#### Histoire de l'église
La construction de l'édifice s'est terminée en 1465, date inscrite sur le portail du côté ouest. Dans le clocher, deux cloches se sont succédé. La première, Nathalie, est bénie le 2 octobre 1763. Elle a probablement été retirée durant la Révolution française, qui fondait une cloche de toutes les paroisses qui en possédaient deux. La seconde cloche, Françoise, est bénie en 1773. Cette cloche est encore présente et se fait entendre tous les jours. Malgré cela, l'église n'a pas trop souffert de l'époque révolutionnaire.
Pendant de nombreuses années, l'église continue à être entretenue grâce aux dons et aux dispositions testamentaires des paroissiens. Au milieu du XIXe siècle, l'habitude d'effectuer des investissements importants revient. En 1864, un nouveau chemin de croix est érigé et en 1866, le chœur est remis à neuf par la pose d'un parquet en if et en châtaignier. Les stalles sont replacées autour du chœur sur des appuis neufs.
En 1869, il est décidé de construire une grotte, pour y placer soit des statues représentant une descente de Croix, soit un Christ sur une Croix au milieu de rochers, entouré de deux statues, la Sainte Vierge et saint Jean. Le second projet est réalisé et la grotte est couverte de verres de couleurs différentes, et est consolidée à nouveau cinq ans plus tard.
En 1883, Pierre Mahé fait l'acquisition d'une horloge pour l'église. Pierre Mahé avait fait placer deux cadrans, l'un à la base du clocher côté bourg, le second, plus petit, sur le pignon ouest. Il semble que ce dernier n'ait pas fonctionné très longtemps.
En 1884, les autels sont repeints et le chœur dallé, les piliers et les arcs repiqués et rejointoyés. Les vitraux actuels remplacent ceux qui existent à l'époque. En 1895, la toiture de l’église est complètement refaite. En 1902, d'importants travaux sont effectués à la sacristie. Le maire, Histrion Forcouëffe, y fait remplacer le plancher et les poutres.
Le 9 décembre 1905, la Loi de séparation des Églises et de l'État est votée. Au cours de son application en 1906, d'importants changements se produisent. Les conseils de fabrique, qui géraient les biens appartenant à l'Église, sont dissous. Celui de Guenroc tint sa dernière séance le dimanche 25 novembre 1906. À cette date, les immeubles des églises deviennent biens communaux, à charge évidemment pour les communes de les entretenir, ne restant donc aux paroisses que les entretiens des meubles et objets divers se trouvant à l'intérieur des églises ainsi que les travaux dits locatifs.
Fin 1938, la chapelle de Beaumont est restaurée. Les boiseries situées au-dessus et devant l'autel sont enlevées, les grilles qui l'entouraient aussi, le parquet très dégradé est supprimé. En 1939, c'est au tour de la chapelle côté nord (désignée successivement sous les noms de Chapelle de la Vierge, Chapelle du Rosaire, Saint-Hubert, ou encore de La Roche, car occupée depuis plusieurs siècles par les habitants de ce manoir) d'être restaurée. En 1942, un nouveau chemin de croix patine granit bleu ombre avec encadrement chêne remplace celui de 1864. La stèle qui commémore les enfants de Guenroc morts pour la France, placée sur l'autel Saint-Fiacre, dans la chapelle de Beaumont date de la même année. C'est en 1943 que le retable en bois du maître-autel, probablement du XVIIe siècle comme les boiseries qui l'encadraient a été enlevé et remplacé par un nouveau en ciment avec tabernacle. En 1944, la Sainte Table en bois datant du XVIIe siècle est démontée et remplacée par une neuve en ciment. En 1945, c'est la chaire également du XVIIe siècle, qui est démontée et, elle aussi, remplacée par une nouvelle en ciment.
Une installation électrique en 1971 assure le fonctionnement des aiguilles du cadran et fait sonner la cloche Françoise. 
L'église est inscrite au titre des monuments historiques par arrêté du 8 mars 2024.

## Héraldique
| Blason | Blasonnement : De gueules aux trois rocs d'échiquier d'or, à la bordure du même. |

## Politique et administration
| Période                                  | Période                   | Identité                    | Étiquette | Qualité              |
| ---------------------------------------- | ------------------------- | --------------------------- | --------- | -------------------- |
| Les données manquantes sont à compléter. |                           |                             |           |                      |
| avant 1959                               | mars 1983                 | Guy Le Pannetier de Roissay |           |                      |
| mars 1983                                | mars 2014                 | Henri Desportes             | DVG       | Agriculteur retraité |
| mars 2014                                | mai 2020                  | Simon Leterrier             | SE        | Employé              |
| mai 2020                                 | En cours (au 26 mai 2020) | Roger Costard,              |           | Agriculteur retraité |

## Démographie
| 1793 | 1800 | 1806 | 1821 | 1831 | 1836 | 1841 | 1846 | 1851 |
| ---- | ---- | ---- | ---- | ---- | ---- | ---- | ---- | ---- |
| 569  | 433  | 490  | 476  | 570  | 526  | 563  | 587  | 577  |

| 1856 | 1861 | 1866 | 1872 | 1876 | 1881 | 1886 | 1891 | 1896 |
| ---- | ---- | ---- | ---- | ---- | ---- | ---- | ---- | ---- |
| 568  | 529  | 550  | 535  | 511  | 514  | 503  | 472  | 482  |

| 1901 | 1906 | 1911 | 1921 | 1926 | 1931 | 1936 | 1946 | 1954 |
| ---- | ---- | ---- | ---- | ---- | ---- | ---- | ---- | ---- |
| 451  | 415  | 412  | 350  | 335  | 347  | 339  | 294  | 279  |

| 1962 | 1968 | 1975 | 1982 | 1990 | 1999 | 2005 | 2006 | 2010 |
| ---- | ---- | ---- | ---- | ---- | ---- | ---- | ---- | ---- |
| 268  | 249  | 193  | 185  | 176  | 195  | 188  | 183  | 216  |

| 2015 | 2020 | 2022 | - | - | - | - | - | - |
| ---- | ---- | ---- | - | - | - | - | - | - |
| 219  | 216  | 217  | - | - | - | - | - | - |

## Lieux et monuments
- Le Monument aux Morts, adossé à l’Église, commémore les habitants de Guenroc, morts pour la France, lors des deux conflits mondiaux et lors de la Guerre d'Algérie. La liste de ces morts pour la France apparait sur le site de France-Genweb[27] ainsi que sur une plaque commémorative[28] apposée dans l'église Saint-Gervais et Saint-Protais.
- Le Château de la Roche
- Le Château du Lattay

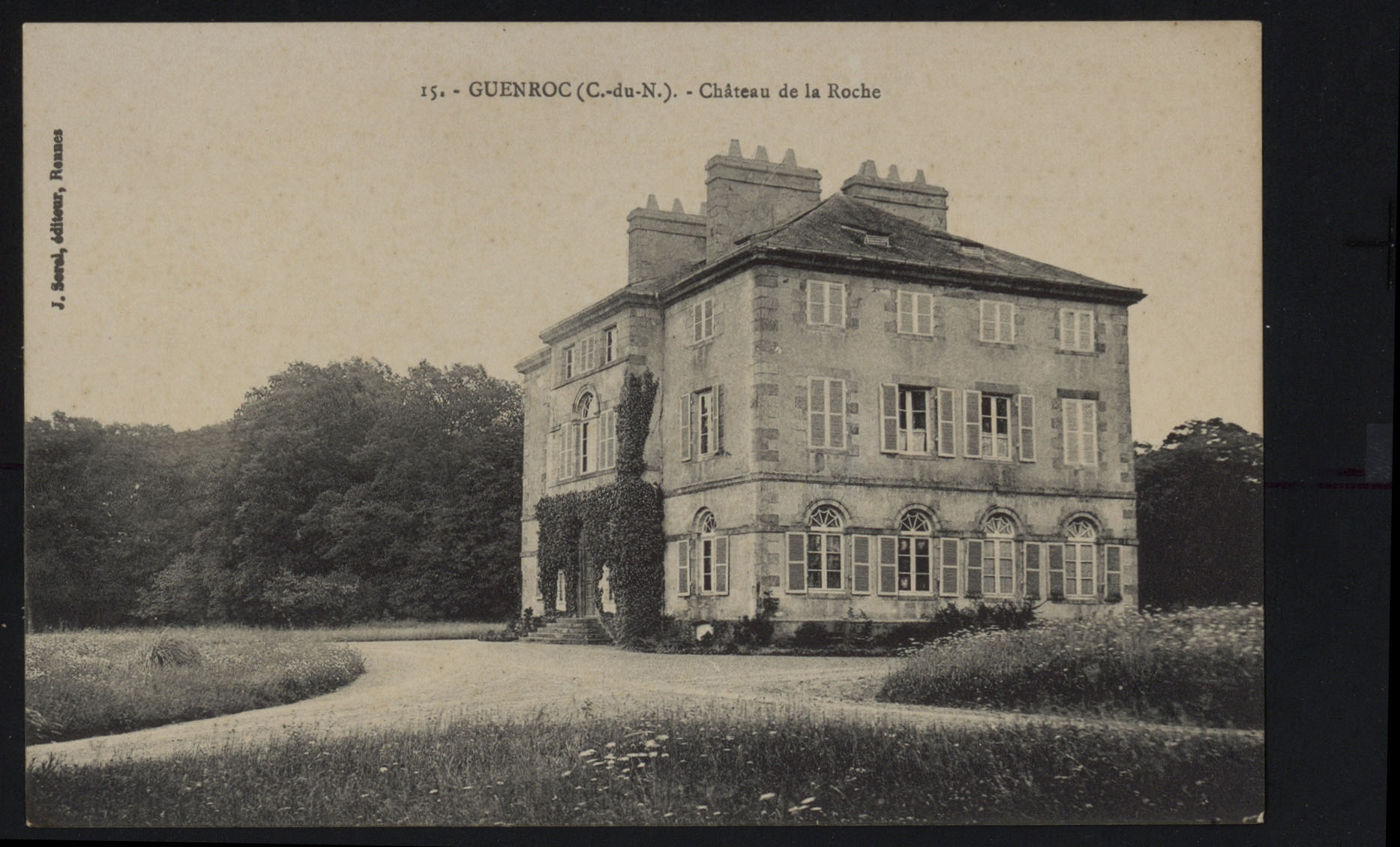
Château de la Roche (début XXe siècle)
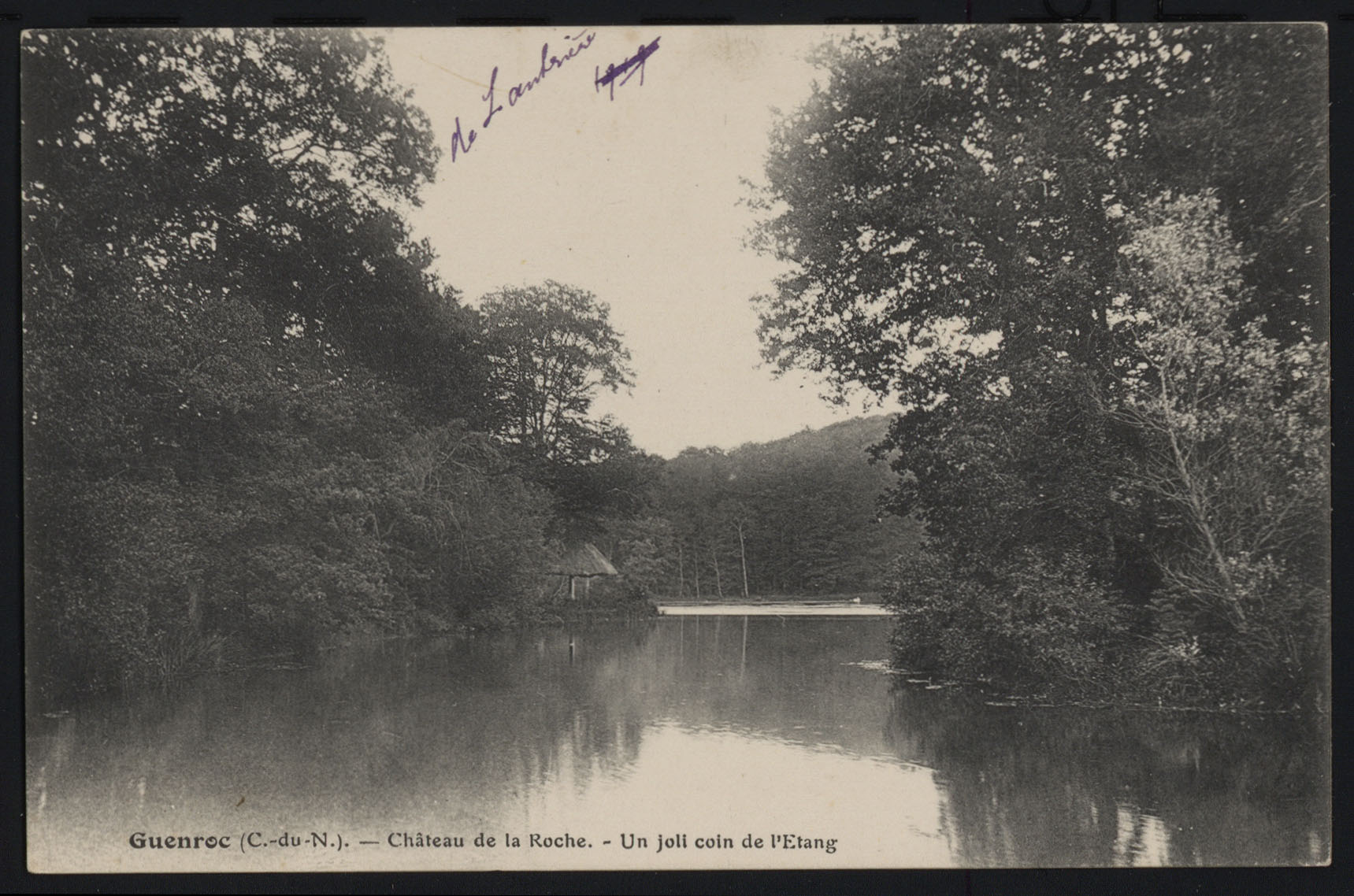
Étang du château de la Roche (début XXe siècle)
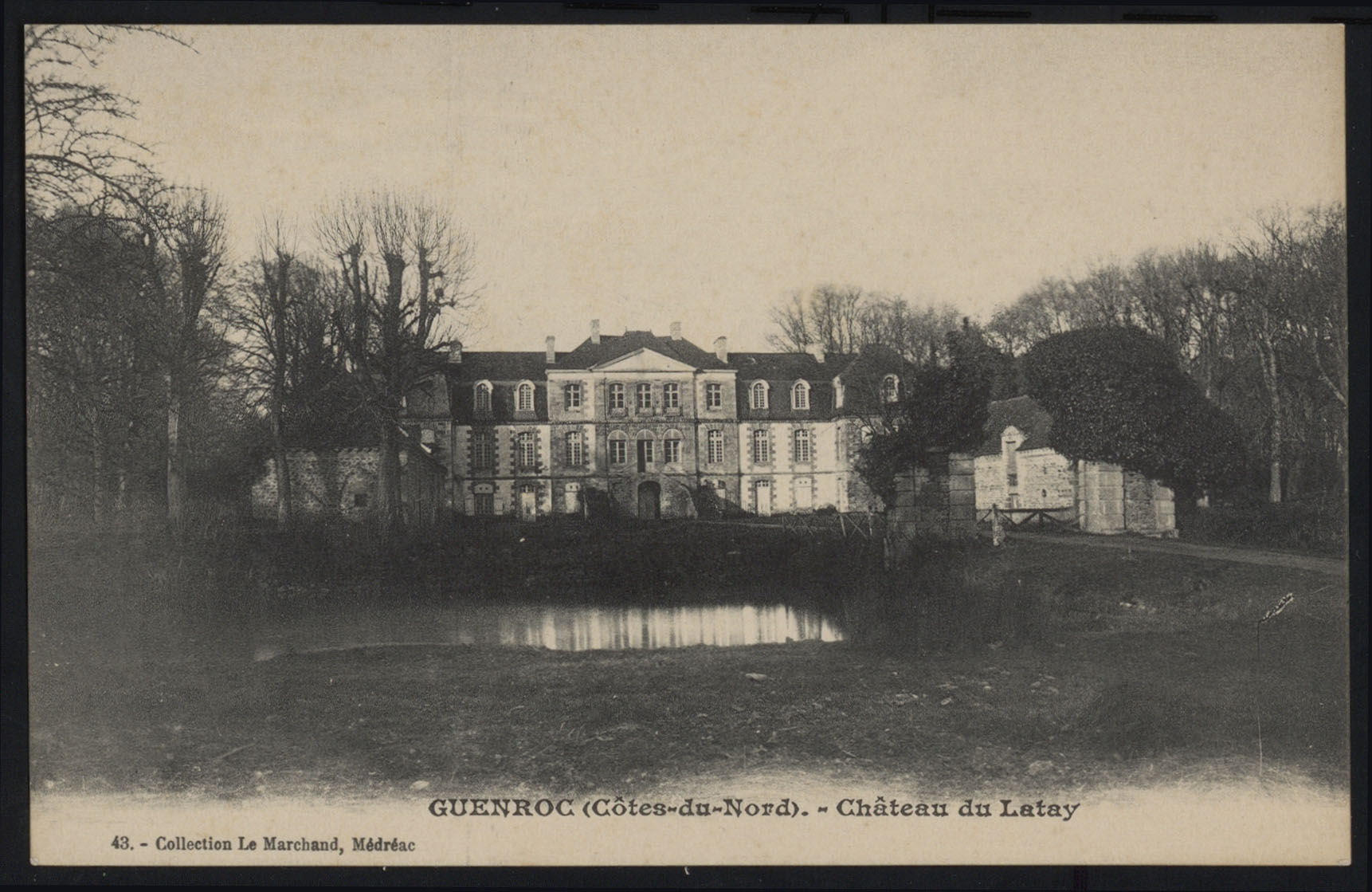
Château du Latay (début XXe siècle)